# Emicrania senz'aura
L'emicrania senz'aura è un tipo di emicrania che non viene percepita con l'aura ed è più frequente rispetto alla variante con aura.

## Sintomatologia
Questa emicrania si presenta in modo improvviso e in molti casi acuto, con dolore localizzato solitamente in una parte specifica della testa ed è associata solitamente a vomito e ipersensibilità alla luce. L'unica differenza da quella con aura è solo la mancanza della "premonizione" dell'emicrania vera e propria che si può manifestare con disturbi visivi. Il dolore alla testa è solitamente associato ad una vasocostrizione che provoca un aumento di pressione ematica che preme sulle pareti dei vasi sanguigni.

## Eziologia
L'eziologia della patologia non è tuttora chiara e si possono solo fare supposizioni derivanti dalla pratica clinica e da esperienze empiriche (stress, eccessivo esercizio mentale ecc.).

## Fonti
Medici Italia sull'emicrania